# Badínský prales
Badínský prales (slovensky Badínský prales, též Kulisovo) je národní přírodní rezervace v katastrálním území obce Badín v Banskobystrickém kraji na středním Slovensku. Prales se rozkládá v Kremnických vrších, v oblasti Slovenského středohoří a táhne se v okolí Badínského potoka, asi pět kilometrů západoseverozápadně směrem od obce. Nadmořská výška území je v rozmezí 620 až 1025 m, rozloha 153,46 ha, přičemž výměra pralesa v nejpřísnějším stupni ochrany je 30,03 ha, s ochranným pásmem 123,43 ha. Převažují expozice severní, severozápadní a severovýchodní. Původně byla tato národní přírodní rezervace vyhlášená v roce 1913, takže patří mezi nejstarší chráněné lokality na Slovensku. Ochranné pásmo bylo několikrát rozšířeno. Badínský prales je v generelu nadregionálního ÚSES centrem nadregionálního biocentra Laurin, a také součástí jádrového území NECONET.

## Dějiny
V roce 1908 přikázal uherský ministr zemědělství zpracovat seznam přírodních památek Uherska. V roce 1913 ministerstvo zemědělství v Budapešti prohlásilo Badínský prales za přísnou rezervaci s výměrou 20,51 ha. V roce 1974 bylo ochranné pásmo rozšířeno na výměru 30,70 ha s ochranným pásmem v šířce asi 100 m podél hranic chráněného území. Dne 1. května 2002 byla stanovena výměra vlastního území národní přírodní rezervace na 30,03 ha a rozšíření ochranného pásma na výměru 123,43 ha . V současnosti má tedy rozlohu 153,46 ha.

## Geomorfologie a geologie
Geologické podloží se skládá zejména z vulkanitů Kremnických vrchů, z tufových a aglomerátů pyroxenických andenzitov, ve středu západní části můžeme najít tufity, a kompaktní andezit tvoří ostrůvek ve střední části. V severozápadní části jsou tufitické siltovce a pískovce. V jihozápadní části pralesa vystupují na povrch zbytky lávového proudu , který se projevuje jako skalní stěny, sloupy a převisy. Na strmějších svazích lze taktéž vidět kamenné bloky blokoviská a sutě. V okolí Badínského potoka se nacházejí sedimentární horniny říčního původu.

## Pedologie
Kambizemě převládají nad andozeměmi. Podél vodního toku se nacházejí fluvizemě. Na území rezervace se vyskytují typické hnědé půdy, středně hluboké až hluboké, slabohumózní až humózní, se značným podílem humusu; rankrové středně hluboké hnědé půdy, které jsou silně skeletnaté. Fyziologická hloubka hnědé slabohumózní, středně hluboké půdy, je omezena na přibližně 45 cm, proto kořenový systém neproniká až do tufitových vrstev, což zřejmě v minulosti zapříčinilo vyvrácení některých dřevin pralesa.
Půdy byly tvořeny na bázi andezitu, jsou velmi bohaté na živiny, podobně jako v bukových pralesích východních Karpat. Tyto půdy upravují plochý tvar kořene buku. Vysoká rozdílnost průběhu nekromasy v rámci vývojového cyklu je dána významným nárůstem jedle, a také vyvrácením vitálních buků na základě jejich mělkého zakořenění a současné klimatické změny, zejména náhlého nárazového větru. Půdy jsou náchylné na erozi mírně až středně.

## Hydrologie
Územím protéká Badínský potok se dvěma přítoky, tato část patří do povodí Hronu. Nad pralesem se nachází i Badínský vodopád, který je často navštěvován turisty.

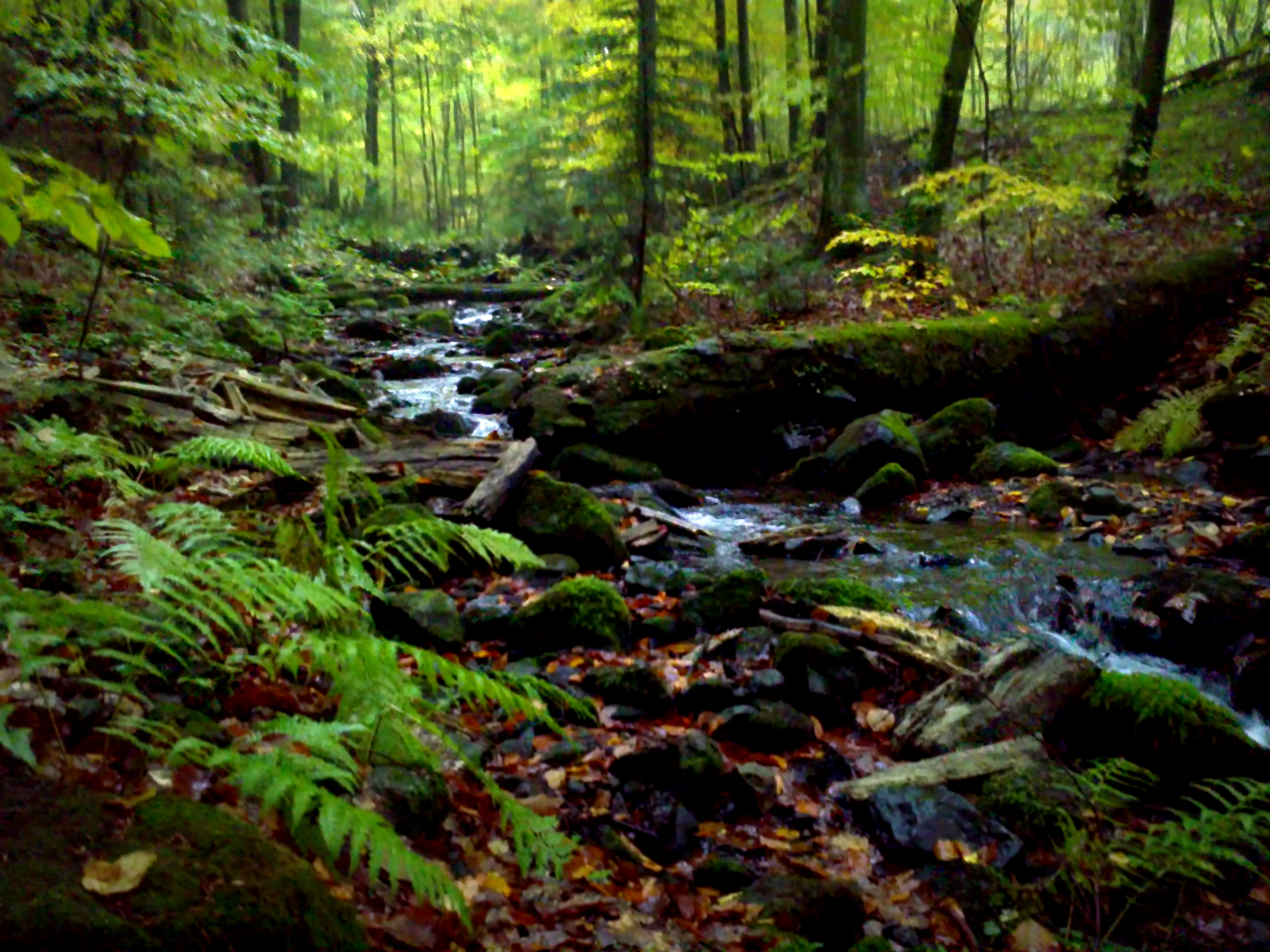
Badínský potok

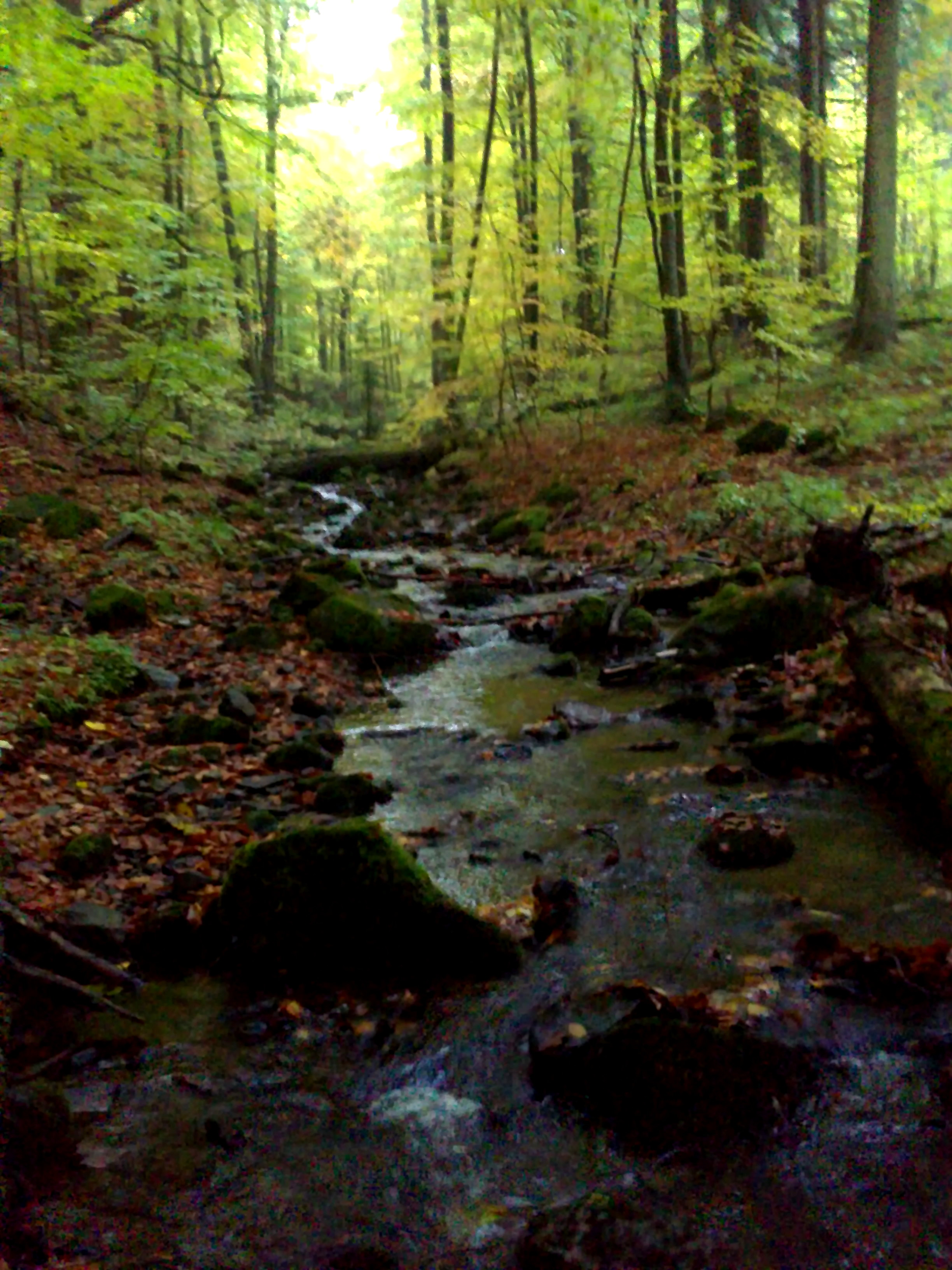
Údolí Badínského potoka

## Klimatické poměry
Badínský prales se nachází v chladné klimatické oblasti. Na základě klimaticko-geografického členění je tato oblast zařazována do klimaticko-geografického typu s horským klimatem, typická je malá teplotní inverze a vlhké až velmi vlhké podnebí. Průměrná roční teplota je přibližně 5,5 až 6,0 °C, průměrný úhrn ročních srážek 850 až 900 mm. Délka vegetačního období je 120–140 dnů a doba trvání sněhové pokrývky 140–150 dní v roce.

## Vegetace
Podle fytocenologického členění patří toto území do oblasti Západokarpatské flóry (Carpaticum occidentale) do obvodu predkarpatské flóry (Praecarpaticum). Nachází se zde až šestnáct lesních typů. Vegetace má charakter původního smíšeného lesa, ale najdeme zde i bohatě zastoupeny druhy podhorského a horského stupně.
V ochranném pásmu na lesních stanovištích bylo zjištěno 140 druhů cévnatých rostlin, z toho 34 dřevin a 106 bylin. Z bylin dominují měsíčnice vytrvalá (Lunaria rediviva), bažanka vytrvalá (Mercurialis perennis), kakost smrdutý (Geranium robertianum), svízel vonný (Galium odoratum), pitulník žlutý (Galeobdolon luteum), ostružina srstnatá (Rubus hirtus), ostružina malina (Rubus idaeus), kyčelnice cibulkonosná (Dentaria bulbifera), kapraď samec (Dryopteris filix-mas), papratka samičí (Athyrium filix-femina), samorostlík klasnatý (Actaea spicata), šťavel kyselý (Oxalis acetosella), vraní oko čtyřlisté (Paris quadrifolia), věsenka nachová (Prenanthes purpurea), šalvěj lepkavá (Salvia glutinosa), žindava evropská (Sanicula europaea), starček Fuchsův (Senecio ovatus), kopřiva dvoudomá (Urtica dioica), violka lesní (Viola reichenbachiana), mléčka zední (mycelis muralis).
Z bylin jsou dále zastoupeny ptačinec hajní (Stellaria nemorum), devětsil bílý (Petasites albus), kopytník evropský (Asarum europaeum), pryskyřník kosmatý (Ranunculus lanuginosus), pryskyřník plazivý (Ranunculus repens), rozrazil horský (Veronica montana), kapraď osténkatá (Dryopteris carthusiana), kokořík přeslenitý (Polygonatum verticillatum), čarovník pařížský (Circaea lutetiana), plicník tmavý (Pulmonaria obscura), mokrýš střídavolistý (Chrysosplenium alternifolium), krabilice chlupatá (Chaerophyllum hirsutum), ostřice oddálená (Carex remote), ostřice lesní (Carex sylvatica), lipnice hajní (Poa nemoralis) kostřava obrovská (Festuca gigantea), přeslička rolní (Equisetum arvense), sadec konopáč (Eupatorium cannabinum), tužebník jilmový (Filipendula ulmaria), Konopice velkokvětá (Galeopsis speciosa), šťovík tupolistý (Rumex obtusifolius), blatouch bahenní (Caltha palustris), vrbovka horská (Epilobium montanum), máta dlouholistá (Mentha longifolia) a jiné.

### Lesy
Národní přírodní rezervace Badínský prales je ve smyslu platného lesního hospodářského plánu se stavem k 1. lednu 1999 situována v lesním hospodářském celku Badín a lesním uživatelském celku Lesy Badín. V ochranném pásmu převažují hospodářské lesy (78,8 %), na zbylých 21,2 % připadají lesy zvláštního určení (původní ochranné pásmo).
Kolem 70 % Badínského pralesa patří do lesa typu skupiny květnatá, nebo typická bučina (Fagetum typicum). Dominující dřevinou je buk lesní (Fagus sylvatica 58%), jedle bělokorá (Abies alba 21% ), smrk ztepilý (Picea abies 10%) (Glončák). Vysoké zastoupení mají i javor klen (Acer pseudoplatanus), jasan ztepilý (Fraxinus excelsior), lípa malolistá (Tilia cordata), lípa velkolistá (Tilia platyphyllos) a jilm horský (Ulmus glabra). Na kalamitních plochách rostou i vrba jíva (Salix caprea), topol osika (Populus tremula) a jeřáb ptačí (Sorbus aucuparia).
Na východní straně prožívají porosty jejichž stáří se odhaduje na více než 75 let. Převládají zde dvouetážové, dokonce trojetážové porosty.

### Houby
Houby žijící na rozkládajících se kmenech stromů jsou nenahraditelné organismy v lesním ekosystému, protože zajišťují přeměnu mrtvé dřevní hmoty na takové látky, které pak mohou sloužit jako zdroj energie pro další organismy. Houby vyskytující se pouze v pralesích, protože ke svému životu potřebují hodně odumřelého dřeva, a tedy i v Badínském pralese, jsou v podobných podmínkách amylopórovka aljašská (Amyloporia sitchensis), tvarožník laponský (Amylocystis laponica) a ohňovec Pouzarův (Phellinus pouzarii). V Badínském pralese se zatím našla jen poslední.

## Živočichové
Bohaté zastoupení má samozřejmě hmyz, brouci jako střevlík zlatolesklý (Carabus auronitens), střevlík potoční (Carabus variolosus), krasec jedlový (Eurythyrea austriaca), tesařík alpský (Rosalia alpina).
V pralese se nachází velké množství mrtvého dřeva, na které jsou vázánI saproxyličtí brouci , nejčastěji jsou to červotoč (Ptilinus ectinicornis), dále Xyleborus dispar, Hylecoetus dermestoides a dřevokaz (Xyloterus domesticus).
Mezi nejčastěji vyskytující se obojživelníky patří čolek karpatský (Triturus montandoni), čolek horský (Triturus alpestris), mlok skvrnitý (Salamandra salamandra), ale také rosnička zelená (Hyla arborea), ropucha obecná (Bufo bufo), ropucha zelená (Bufo viridis) a kuňka žlutobřichá (Bombina variegata).
Z plazů jsou rozšířené zejména ještěrka živorodá (Lacerta vivipara), ještěrka zední (Lacerta muralis), ještěrka zelená (Lacerta viridis), užovka hladká (Coronela austriaca) a zmije obecná (Vipera berus).
Prales poskytuje velmi dobré příležitosti pro hnízdění ptáků jako strakapoud bělohřbetý (Dendrocopos leucotos) a lejsek malý (Ficedula parva). Poměrně hojně zastoupeny jsou např. tetřev hlušec (Tetrao urogallus), výr velký (Bubo bubo), kulíšek nejmenší (Glaucidium passerinum), dudek chocholatý (Upupa epops), jeřábek lesní (Bonas bonasia) a jiné.
Savci mají také poměrně bohaté zastoupení, například rejsek horský (Sorex alpinus), myšivka horská (Sicista betulina), rys ostrovid (Lynx lynx), netopýr ušatý (Myotis bechstei), netopýr velký (Myotis myotis), medvěd hnědý (Ursus arctos), vlk obecný (Canis lupus).

## Ochrana přírody

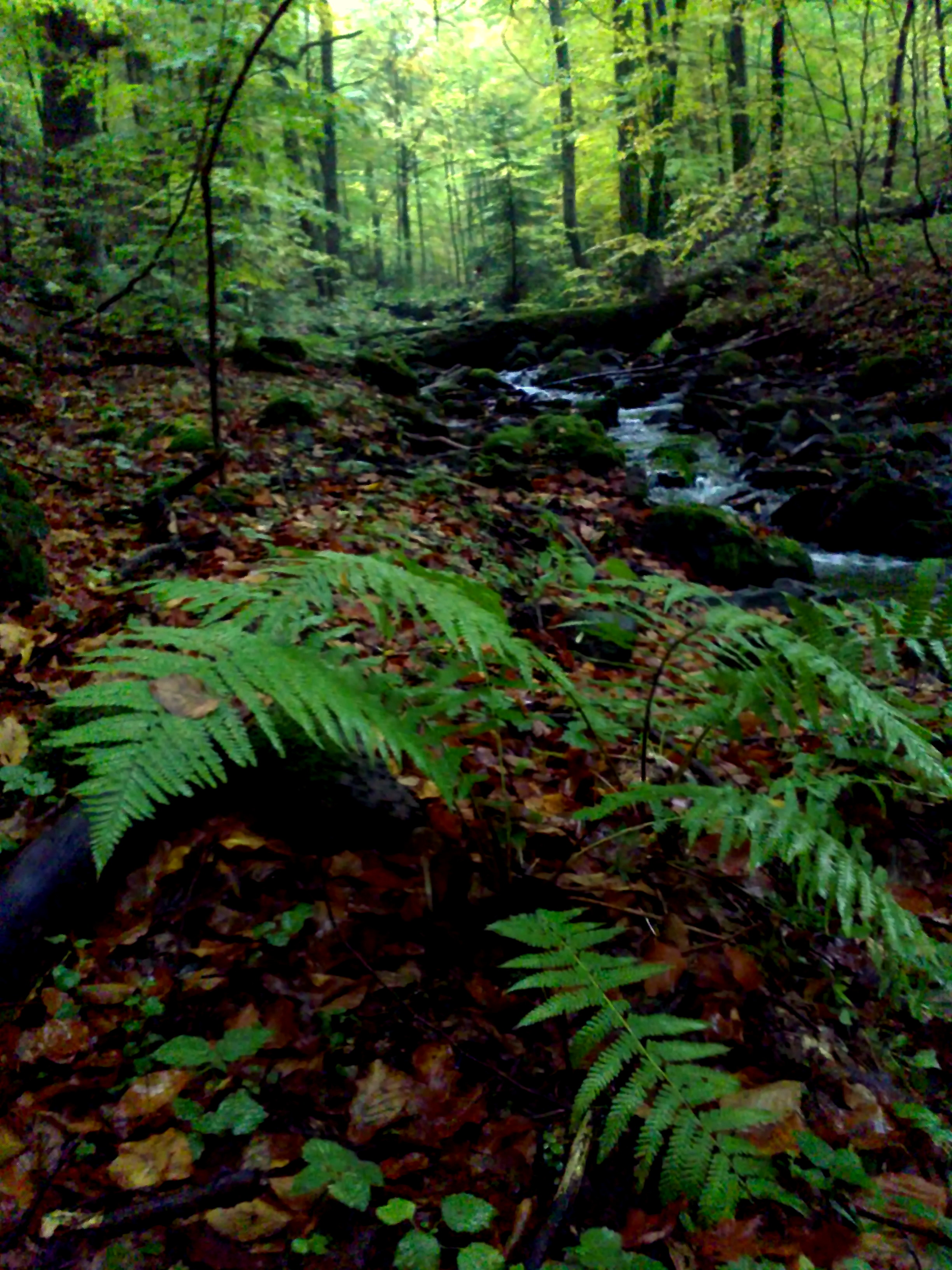
Kapradina samčí

Badínský prales je díky svému přírodnímu bohatství evropsky významnou lokalitou v systému Natura 2000, s cílem ochrany ohrožených a vzácných rostlinných a živočišných druhů a jejich stanovišť. Hlavním důvodem pro zařazení do seznamu NATURA 2000 je přítomnost stanovišť, které jsou předmětem ochrany:
- 8220 Silikátové skalní stěny a svahy se štěrbinovou vegetací
- 9130 Bukové a jedlové květnaté lesy
- 9180 Lipovo-javorové sutinové lesy

A druhů, které jsou předmětem ochrany:
- kuňka žlutobřichá (Bombina variegata)
- čolek karpatský (Triturus montandoni)
- tesařík alpský (Rosalia alpina/Boros Schneider)
- rys ostrovid (Lynx lynx)
- netopýr ušatý (Myotis bechsteini)
- netopýr velký (Myotis myotis)
- medvěd hnědý (Ursus arctos)
- vlk obecný (Canis lupus)[1]

Na základě stupně ochrany přírody je území rezervace rozděleno na zónu A a zónu B:
- Zóna A – Vlastní území pralesa – pátý, nejvyšší, stupeň ochrany se společenstvími bukového lesního vegetačního stupně, které jsou souvisle vyvinuty pouze v důsledku přírodních faktorů, a to do stádia klimaxového lesa. Jsou to lesy s velmi vysokou stabilitou a probíhá zde přirozený autoregulační proces. Je to území bez vlivu lidské činnosti na vývojové a růstové procesy, a bez lidských zásahů zůstane i v budoucnu. Důležité je respektování přírodních zákonitostí.
- Zóna B – Současné ochranné pásmo NPR Badínský prales – čtvrtý stupeň ochrany, sem patří lesy, které mají převážně přirozené dřevinné složení, ale v minulosti byly již cíleně obhospodařovány. Je tu 16 lesních typů, někde má větší výskyt smrk, který jako nepůvodní dřevina bude postupně redukován. Lze zde najít i společenství luk, a to vlhkomilné, ve východní části, nebo mezofilní luční společenství. V současnosti je hlavním cílem vytvořit strukturu blízkou charakteru vlastního území pralesa, tak aby následně mohly být zařazeny do zóny A, a také obnovení přírodních procesů. Na lučních společenstvích by měla proběhnout sekundární sukcese dřevin.[1]

V rámci navrhovaných opatření je důležitým i usměrňování návštěvnosti území. Samovolný vstup do pralesa je zakázán, možný je jen pro odborné exkurze s průvodcem z Lesů SR, Státní ochrany přírody SR, lesnické fakulty Technické univerzity ve Zvolenu, nebo jiných vědecko-výzkumných institucí. Pohyb mimo naučnou stezku v 5. stupni ochrany se považuje za přestupek, který může být pokutován.
Správcem území je správa CHKO Poľana. Badínský prales je jedním z kandidátů na zápis na seznam Světového přírodního dědictví Unesco.